# Mayași
Maya este o etnie indigenă din America Centrală, care a avut o civilizație veche și un imperiu în perioada precolumbiană. În perioada de înflorire a imperiului s-a dezvoltat o cultură impresionantă. Cultura Maya și limba maya fiind atestată prin o serie de descoperiri arheologice. Leagănul acestei culturi a fost situat între podișul statului federal Chiapas din sudul Mexicului și Guatemala precum și depresiunea din peninsula Yucatan, departamentul El Petén și Belize.
Centrul cultural al regiunii se mută cu timpul din zonele înalte, spre depresiunile situate în nordul Yucatanului. Cultura maya este renumită mai ales pentru cunoștințele lor avansate în domeniul matematicii, și calendarului lor precis precum și prin scrisul maya, care între timp a fost descifrat ca fiind un scris bazat pe figuri simbolice. Mayașii cunoșteau arta ceramică, tehnica prelucrării textilelor, metalelor ca aur, argint sau cupru.
La începutul secolului XXI populația mayașă este estimată la aproximativ 6 milioane de persoane. Câțiva dintre ei erau deja integrați in cultura moderna a națiunilor unde locuiau, în timp ce alții incă mai păstrează stilul de viață legat la propriile tradiții.

## Răspândire geografică

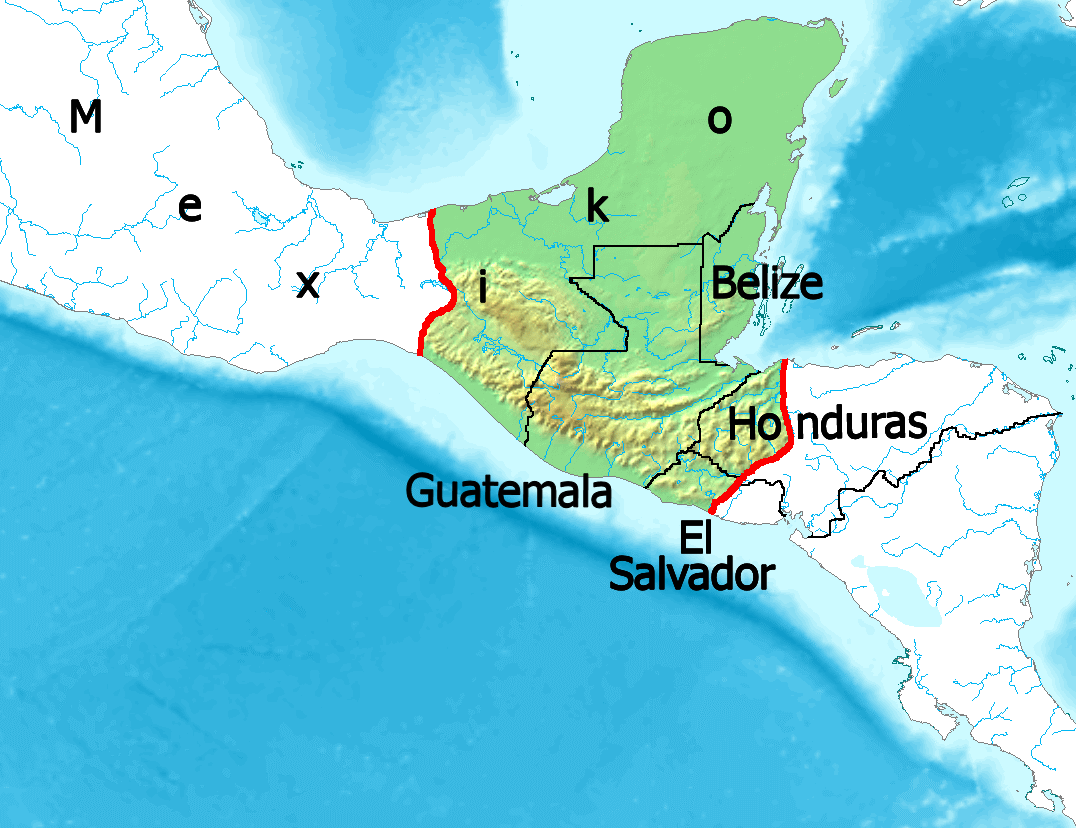
Regiuni mayașe

Mayașii se găsesc în statul federal Chiapas din sudul Mexicului și în Guatemala, precum și în peninsula Yucatan, departamentul El Petén și Belize.
La sfârșitul secolulului al XV -lea la sosirea spaniolilor, centrul culturii maya era în nordul Yucatanului, iar regiunea depresionară avea o populație cu o densitate mare. În comparație cu alte popoare precolumbiene din America, mayașii trăiesc și azi  in Belize, Guatemala și Honduras.

## Istoria
Istoria civilizației Maya este împărțită în trei perioade principale: preclasic, clasic și postclasic. Acestea au fost precedate de perioada arhaică, în care au fost înființate primele așezări umane și a început dezvoltarea agriculturii. Studiile moderne consideră aceste perioade ca diviziuni arbitrare ale cronologiei Maya, mai degrabă decât să fie un indicator al evoluției sau declinului cultural al Maya. În funcție de autor, definițiile datelor de început și de sfârșit ale perioadelor pot varia până la un secol.

## Arhitectura
În domeniul construcțiilor cunoșteau piramida în trepte, au construit palate, observatorii astronomice sau construcții religioase care serveau pentru diferite ritualuri ca și terenuri pentru jocuri cu mingea.

## Scrierea

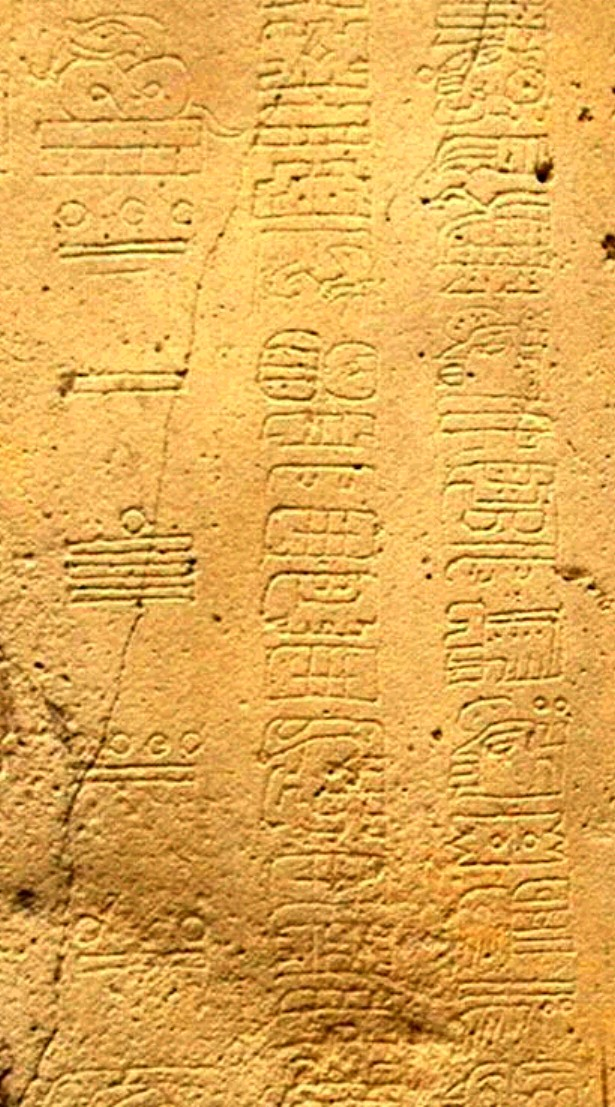
Detaliu ce arată trei coloane de simboluri din secolul al II-lea CE La Mojarra Stela 1. Coloana din stânga dă un lung șir de numere 8. 5. 16. 9. 7 adică 156 CE. Cele două coloane din dreapta sunt formate din simboluri ale scrierii olmece.

În prezent mayașii folosesc alfabetul latin.

## Matematica

Cifrele mayașe

Similar cu alte civilizații mesoamericane, mayașii au folosit sistemul de numerotare în baza 20 (vigesimal) și în baza 5. De asemenea, mayașii preclasici și vecinii lor au dezvoltat în mod independent conceptul de număr zero, cândva în jurul anului 36 î.Hr..
Inscripțiile arată că mayașii lucrau cu numere de până la sute de milioane, numere atât de mari încât era nevoie de mai multe linii doar pentru a le reprezenta. Ei au făcut observații astronomice extrem de precise; calculele lor privind mișcările Lunii și planetelor sunt egale sau superioare oricărei alte civilizații care a folosit metoda de observare cu ochiul liber.

## Popoare sau națiuni Maya

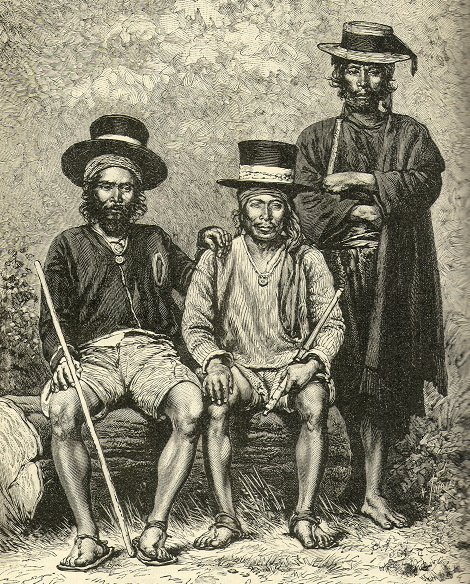
Primari mayași din Guatemala, 1891

### Națiunile principale mayașe
În Peninsula Yucatán:
- Itzá
- Xiú
- Cocom
- Putún

În Chiapas și Tabasco:
- Chontal: S-au stabilit în Câmpia din Tabasco cunoscută sub numele de La Chontalpa.
- Zoque: S-au situat în Chontalpa și în munții din Tabasco, precum și în Chiapasul de vest și de nord.
- Tzotzil: S-au stabilit în centrul și în estul statului Chiapas.
- Tzeltal: S-au stabilit în centrul și în estul statului Chiapas.
- Tojolabal: Ei sunt situați în pădurea și canioanele din Chiapas, 58.000 de oameni.
- Lacandón: Nucleul său a fost inițial în miticul Lacan-Tun din Chiapas (centru și est).

În Guatemala:
- Ki'che'´
- Kek'chi'
- Mam
- Kaq'chiquel
- Q'anjob'al
- Pokom'chi'
- Ixil
- Tz'utujil
- Jacalteco
- Chuj: (Rama Chol), în Huehuetenango, 38.253 de oameni.

În Belize:
- * Kek'chi'
- * Mopán

În Honduras:
- * Chortí

În El Salvador:
- * Chortí
- * Pokomam

### Popoare minoritare mayașe
În Peninsula Yucatán:
- Chel
- Chan
- Cupul

În Chiapas și Tabasco:
- Xonuta: S-au stabilit în nordul statului Tabasco.
- Chilapan: S-au stabilit în centrul statului Tabasco.
- Chiapa: S-au stabilit în centrul și estul statului Chiapas.
- Tojolabal: S-au stabilit în centrul și estul statului Chiapas.
- Petén: Un tip de mayași care se ocupă cu vânătoarea.

În Guatemala:
- Awakateko în Huehuetenango, 16.272 de oameni
- Ch'orti'  în Chiquimula, 9.105 de oameni.
- Sipakapense, în San Marcos, 6.344 de oameni.
- Akateko, în Huehuetenango, 5.572 de oameni.
- Sakapulteko în El Quiché, 3.940 de oameni.
- Uspanteko în El Quiché, 1.231 de oameni.
- Tektiteko în San Marcos, 1.241 de oameni.
- Mopán, în El Petén, 468 de oameni.
- Itza' , în El Petén, 123 de oameni.